# Aoi Kayano
Aoi Kayano (japanisch 萱野 葵 Kayano Aoi; * 1969 in Tōkyō) ist eine japanische Schriftstellerin. Sie veröffentlicht auch unter dem Pseudonym Momose Aoi (桃瀬葵).

## Leben
Aoi Kayano wurde 1969 in Tokio geboren und schloss ein Studium an der Sophia-Universität ab. 1997 erhielt sie für ihre Erzählung Kanaerareta inori (叶えられた祈り, Erhörtes Gebet) den Shinchō-Nachwuchspreis.
Ihr erster Roman Danbōru hausu gāru (段ボールハウスガール, Kartonhaus-Girl) erschien 1999 bei Shinchōsha und wurde 2001 mit Ryōko Yonekura in der Hauptrolle und unter der Regie von Masako Matsuura unter dem Titel Danbōru hausu gāru (ダンボールハウスガール) verfilmt.
Neben literarischen Werken veröffentlichte sie unter dem Namen Momose Aoi auch gesellschaftskritische Romane sowie journalistische Beiträge zu Entwicklungsstörungen und sozialem Rückzug im Erwachsenenalter. In mehreren Artikeln in der Zeitschrift AERA schilderte sie aus persönlicher Perspektive das Leben mit einer späten Diagnose einer Lern- oder Entwicklungsstörung sowie Erfahrungen als sozial isolierte Schriftstellerin.

## Werke (Auswahl)

### Romane
- Danbōru hausu gāru (段ボールハウスガール, Kartonhaus-Girl), 1999.
- Yaru onna (ヤる女, Die es tut), 2002.
- Dainamaito binbō (ダイナマイト・ビンボー, Explosiv & arm), 2003.
- Hikō shōjo o shokei shiro!! (非行少女を処刑しろ！！, Exekutiert die Delinquentinnen!!), 2001 (als Momose Aoi)
- Satōgashi no natsu (砂糖菓子の夏, Ein Sommer aus Zuckerkonfekt), 2001 (als Momose Aoi)

### Kurzgeschichten
- Isho no kakikata oshiemasu (遺書の書き方教えます, Anleitung zum Schreiben eines Abschiedsbriefs), in: Shōsetsu Shinchō, Juni 1999.

### Essays / Reportagen (AERA)
- [大人の学習障害]と宣告されました―みんなにできて私だけできない („Diagnose: Lernstörung im Erwachsenenalter – Alle können es, nur ich nicht“), AERA, 22. Januar 2018.[4]
- 40代のひきこもり『深い孤独』[将来は考えない助けも求めない] („Hikikomori in den Vierzigern: ‚Tiefe Einsamkeit‘ – Keine Gedanken an die Zukunft, keine Bitte um Hilfe“), AERA, 23. April 2018.[5]
- どこにでもいる誰でもなりうる[大人のひきこもりが社会に一歩を踏み出すまで] („Alltäglich und jedem möglich: Wie erwachsene Hikikomori den Schritt zurück in die Gesellschaft wagen“), AERA, 2. Juli 2018.[6]
- [ひきこもり小説家50歳の告白]精神状態を無痛にして生きている日々 („Geständnis einer 50-jährigen Hikikomori-Schriftstellerin: Ein Leben im seelischen Dämmerschlaf“), AERA dot, 31. Juli 2019.

## Auszeichnung
- 1997: Shinchō-Nachwuchspreis für Kanaerareta inori

Quelle: World of Literary Prizes